# 미국 함대전력사령부
미국 함대전력사령부(United States Fleet Forces Command (USFF/USFLTFORCOM))는 버지니아주 노퍽 해군기지에 본부를 두고, 4성 장군인 제독이 지휘하는 미국 해군의 사령부이다. 부대 관리 계통은 해군작전부장, 작전 계통에서는 미국 북부사령부(USNORTHCOM)의 지휘를 각각 받는다.

## 연혁
함대전력사령부는 그 기원이 대서양 함대(U.S. Atlantic Fleet (USLANTFLT))에 있는 부대이다. 2001년 10월 당시 해군작전부장인 번 클라크 장군이 대서양 함대 휘하에 함대와 병렬 조직으로 새롭게 "함대전력사령부"(US Fleet Forces Command)을 창설하고, 그 사령관은 대서양 함대 사령관(CINCLANTFLT)을 함대전력사령관(Commander, Fleet Forces Command)의 직위를 부여받아 겸임하여 취임하였다. 이 결정에 따라 당시의 대서양 함대 사령장관인 로버트 J. 내터 대장이 같은 날짜로 초대 함대총사령관에 취임했다.
함대전력사령부의 임무 역할에 대해서는 "대서양 함대와 태평양 함대의 양 함대에 대해 그 예하 부대(배치 기간) 훈련 기간 동안의 인력, 장비, 훈련 등에 관한 제반 요구와 정책을 총괄적으로 조정, 설정, 실시하는 것“으로 알려져 있고, 주로 부대의 훈련, 연성에 관한 업무를 담당한다. (후술하는 ‘군 제공자’로서의 역할을 부여) 직접 기원이 대서양 함대뿐만 아니라 태평양 함대에 대해서도 영향을 미칠 것(후술하는 관리 지휘명령 계통의 문제) 등 현재에 이르기까지의 함대 총군의 기본적인 성격, 위치가 결정되었다. 사령부는 1948년부터 버지니아주 노퍽 해군기지에 놓여 있던 대서양 함대 사령부에 병설되었다.

## 조직

### 배속
- 제2함대
- 제2항공모함타격단 (CSG-2)
- 제8항공모함타격단 (CSG-8)
- 제10항공모함타격단 (CSG-10)
- 제12항공모함타격단 (CSG-12)
- 제2원정타격단 (ESG-2)
- CJOS COE (연합합동해양작전)

### 예속
- 작전부대
  - 대서양 해군 항공대 (AIRLANT)
  - 대서양 수상함군 (SURFLANT)
  - 대서양 잠수함군 (SUBLANT)
  - 대서양 해군원정전투사령부 (NECC)
  - 대서양 해군군수품사령부 (NMCLANT)
- 작전지원
  - 점검조사위원회 (INSURV)
  - 군사해운사령부 (MSC)
  - 해군정보군 (NAVIFOR)
  - 기상학해양학사령부 (METOC)
  - 해전개발사령부

## 같이 보기
- 미국 해군의 조직 목록
- 미국 태평양 함대
- 미국 육군 전력사령부
- 해병대 전력사령부
- 공군지구권타격사령부

## 참고
- “USFFC History” (영어). United States Fleet Forces Command Pblic Affair. 2020년 12월 6일에 확인함.
- “Commander, U.S. Atlantic Fleet/Commander, Fleet Forces Command”. 《globalsecurity.org》 (영어). 2015년 11월 5일에 확인함.